# Gabrielle Bloch
Gabrielle Bloch, född 20 september 1979 i Wellington, Nya Zeeland, är en nyzeeländsk skådespelare, regissör, författare och kompositör.